# Ernst Hugo Heinrich Pfitzer

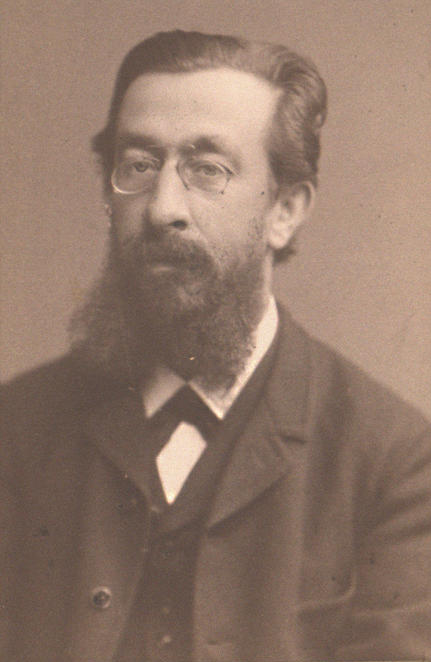
Ernst Hugo Heinrich Pfitzer. 1886

Ernst Hugo Heinrich Pfitzer (* 26. März 1846 in Königsberg; † 3. Dezember 1906 in Heidelberg) war ein ostpreußischer, deutscher Botaniker. Sein offizielles botanisches Autorenkürzel lautet „Pfitzer“.

## Leben
Ernst Hugo Heinrich Pfitzer studierte bei Carl Gustav Sanio (1832–1891), Robert Caspary und Wilhelm Hofmeister. 1872 wurde er Professor der Botanik und Direktor des Botanischen Gartens Heidelberg. Dessen reiche Orchideenbestände nutzte er, um ein neues Orchideensystem zu entwickeln, das sowohl vegetative als auch florale Merkmale berücksichtigte. Dadurch verbesserte er die systematische Gliederung von John Lindley. Er benannte, so in seinem Werk Morphologische Studien über die Orchideenblüthe, zahlreiche Gattungen, darunter Paphiopedilum. Er ist einer der botanischen Korrespondenten von Charles Darwin.
1906 besuchte er letztmals England, um bei der Internationalen Konferenz über Züchtungsfragen (International Conference on Hybridization and Cross-Breeding), die für die Nomenklatur der gärtnerischen Züchtungen wegweisend wurde, zu sprechen. In seinem Beitrag Hybridisation as a proof of natural affinity among orchids sprach er erstmals die Notwendigkeit an, auch die Hybriden zwischen Gattungen zu benennen und morphologisch, sowie systematisch einzustufen.
Im Jahr 1880 wurde er zum Mitglied der Leopoldina gewählt, seit 1899 war er korrespondierendes Mitglied der Preußischen Akademie der Wissenschaften.

## Ehrentaxon
1998 benannte Karlheinz Senghas die Orchideengattung Pfitzeria.

## Schriften
In Adolf Englers und Carl Prantls Werk Die natürlichen Pflanzenfamilien bearbeitete er die Orchideen (erschienen 1889).
- Morphologische Studien über die Orchideenblüthe. Winter, Heidelberg 1886. (Digitalisat)
- Entwurf einer natürlichen Anordnung der Orchideen. Winter, Heidelberg 1887. (Digitalisat)
- Beiträge zur Systematik der Orchideen. 1895. (Digitalisat)
- Wilhelm Hofmeister. Carl Winter, Heidelberg 1903.